# Над (Франция)
Над (фр. Nades) — коммуна во Франции, находится в регионе Овернь. Департамент коммуны — Алье. Входит в состав кантона Эбрёй. Округ коммуны — Монлюсон.
Код INSEE коммуны — 03192.

## Население
Население коммуны на 2008 год составляло 123 человека.
| 1962 | 1968 | 1975 | 1982 | 1990 | 1999 | 2008 |
| ---- | ---- | ---- | ---- | ---- | ---- | ---- |
| 129  | 176  | 127  | 133  | 108  | 135  | 123  |

## Экономика
В 2007 году среди 81 человек в трудоспособном возрасте (15—64 лет) 32 были экономически активными, 49 — неактивными (показатель активности — 39,5 %, в 1999 году было 41,3 %). Из 32 активных работали 24 человека (12 мужчин и 12 женщин), безработных было 8 (5 мужчин и 3 женщины). Среди 49 неактивных 4 человека были учениками или студентами, 14 — пенсионерами, 31 были неактивными по другим причинам.

## Достопримечательности
- Церковь Сен-Жак (XII—XVI—XIX века)
- Замок Над (XVII век)